# Dachbau Magazin
Dachbau Magazin (Eigenschreibweise dachbau magazin) ist eine deutsche Fachzeitschrift über den Dachbau und Dacharchitektur.
Das Dachbau Magazin ist ein verbandsneutrales und unabhängiges Fachmagazin für ein Fachblatt für am Dach Beschäftigte und Architekten.
Weitere Lesergruppen umfassen Planer, Verarbeiter und Hersteller sowie Bauträger, Behörden und Fachschulen. Berichtet wird über Dachtechnik, Dacharchitektur, Betriebsführung und Betriebsausstattung.